# NADPHデヒドロゲナーゼ (キノン)
NADPHデヒドロゲナーゼ (キノン)（NADPH dehydrogenase (quinone)）は、次の化学反応を触媒する酸化還元酵素である。
NADPH + H+ + 受容体 {\displaystyle \rightleftharpoons } NADP+ + 還元型受容体
反応式の通り、この酵素の基質はNADPHと受容体、生成物はNADP+と還元型受容体である。補因子としてFADとフラボタンパク質を用いる。阻害剤には葉酸とジクマロールが知られている。
組織名はNADPH:(quinone-acceptor) oxidoreductaseで、別名にreduced nicotinamide adenine dinucleotide phosphate (quinone) dehydrogenase、NADPH oxidase、NADPH2 dehydrogenase (quinone)がある。